# Ich tu dir weh
Ich tu dir weh är en singel av bandet Rammstein från albumet Liebe ist für alle da. I november 2009 lades albumet till i vad som kallas för Bundesprüfstelle für jugendgefährdende Medien (ibland känt som The Index) i Tyskland. Detta betyder att albumet enbart blir tillgängligt för vuxna att köpa i Tyskland och att det inte får visas upp i affärer där barn kan se det. Allt detta beror på en bild inuti albumet, på vilken Richard gör sig beredd att smiska en naken kvinna. Vidare bestämdes det att denna låt, "Ich tu dir weh", innehåller skildringar av sadomasochism, vilka ansågs vara direkt skadliga för barn att höra om. Därför släpptes albumet igen den 16 november 2009 i Tyskland, där bilden på Richard var borttagen och låten "Ich tu dir weh" fanns i ny version, kallad "Ich tu dir weh (neue Version)". Christoph Schneider kommenterade händelsen på följande sätt i en intervju:
| ”                     | Det var ganska överraskande. Rammstein har gått till överdrift i 15 år och där finns inget på det albumet som är mer fördärvligt eller som behöver censureras denna gång. Vi har undrat "varför nu?". Där måste finnas en institution bakom anledningen att ta bort albumet ifrån den tyska marknaden och det är inte en bra sak. Vi är inte nöjda med beslutet, såklart. Jag tycker att beslutet är något överdrivet när du jämför det med andra saker. Det är bara en låt och en bild på vår gitarrist som smiskar en naken kvinna. [...] Jag tror att detta kom ifrån Bundesministerium für Familie, Senioren, Frauen und Jugend; ifrån en väldigt högt uppsatt institution. Jag tror att de kände sig hjälplösa och ville säga till om något. Kanske var de rädda för de växande våldsamheterna inom musik- och filmbranschen och så ville de statuera exempel. Det är första gången någonsin som ett förstaplatsalbum har indexerats i Tyskland. Det är lite konstigt. | „ |
| – Christoph Schneider | |   |

Den 9 juni 2010 meddelade dock bandet att den ocensurerade versionen av albumet numera är tillåten att köpas även av minderåriga i Tyskland. Även den, i Tyskland, tidigare outgivna singeln "Ich tu dir weh" kommer nu att vara tillgänglig. Dessa beslut fattades av en domstol i Köln den 31 maj 2010 och från och med den 1 juni samma år så togs albumet bort från listan Bundesprüfstelle für jugendgefährdende Medien.
Musikvideon till låten, vilken är regisserad av Jonas Åkerlund, vann priset för bästa nationella musikvideo på Echo Awards 2011.

## Låtlista

### CD-singel
1. "Ich tu dir weh" – 3:57
2. "Pussy (Lick It)" (Remix av Scooter) – 4:54
3. "Rammlied (Rammin' the Steins)" (Remix av Devin Townsend) – 5:09
4. "Ich tu dir weh (Smallboy)" (Remix av Jochen Schmalbac) – 6:42

### 12" Vinyl-singel
1. "Ich tu dir weh" – 3:57
2. "Ich tu dir weh" (Remix av F*kkk Offf) – 6:07

### 7" 1-Sided Etched Vinyl-singel
1. "Ich tu dir weh" – 3:57

### Digital download EP
1. "Ich tu dir weh" – 3:57
2. "Pussy (Lick It)" (Remix av Scooter) – 4:54
3. "Rammlied (Rammin' the Steins)" (Remix av Devin Townsend) – 5:09
4. "Ich tu dir weh (Smallboy)" (Remix av Jochen Schmalbach) – 6:42
5. "Ich tu dir weh" (Remix av F*kkk Offf) – 6:07

- Med tillhörande Digital Booklet